# Deutsche Vereinigung für Frauenstimmrecht
Die Deutsche Vereinigung für Frauenstimmrecht war ein Dachverband für deutsche Stimmrechtsvereine, der im Oktober 1911 gegründet wurde. In Abgrenzung zum Deutschen Verband für Frauenstimmrecht forderte die Vereinigung das gleiche Wahlrecht für Frauen und Männern, lehnte aber nicht das Klassenwahlrecht ab. 1916 schlossen sich die Vereinigung und der Verband zum Deutschen Reichsverband für Frauenstimmrecht zusammen, wobei die Stimmrechtsforderungen des Reichsverband näher bei denen der bisherigen Vereinigung lagen.

## Gründung
Mit der Liberalisierung der Vereinsgesetze nahm die Zahl der Stimmrechtsvereine und der darin engagierten Frauen stark zu. Dazu wurden sie zusätzlich motiviert, als 1907 der Deutsche Verband für Frauenstimmrecht in seiner Satzung für beide Geschlechter die Forderung nach dem allgemeinen, gleichen, direkten und geheimen Wahlrecht festlegte. Der Kölner Mitgliedsverein des Verbands trat daraufhin 1908/09 aus dem Verband aus. Außerdem wurde auf Initiative von Else Hilscher und Marie Wegner 1908 der Schlesische Verein für Frauenstimmrecht gegründet. 1909 folgten Li Fischer-Eckert und die nationalliberale Elsbeth Krukenberg mit der Gründung des Rheinisch-westfälischen Stimmrechtsverbands. 1911 wurde schließlich auch in Norddeutschland ein entsprechender neuer Frauenstimmrechtsverein gegründet. Das Gemeinsame dieser Vereine war, dass sie für Männer und Frauen die gleichen Staatsbürgerrechte, aber kein bestimmtes Wahlrecht forderten, insbesondere nicht die Abschaffung des Drei-Klassen-Wahlrechts in Preußen. 1911 schlossen sich die drei Vereine zur Deutschen Vereinigung für Frauenstimmrecht unter dem Vorsitz von Li Fischer-Eckert zusammen.
In der Satzung wurde die Ausrichtung der neuen Vereinigung festgelegt:

„Die Deutsche Vereinigung für Frauenstimmrecht bildet einen Zusammenschluß aller Frauenstimmrechtsverbände im Deutschen Reich, welche für das männliche und weibliche Geschlecht gleiche Staatsbürgerrechte erstreben. Die Vereinigung hat den Zweck, durch praktische und theoretische Arbeit das Verständnis für das Frauenstimmrecht zu fördern, ohne ihre Mitglieder auf ein bestimmtes politisches Programm festzulegen.“

1912 konnte die Frauenstimmrechts-Vereinigung ca. 2.000, zwei Jahre später 3.500 Mitglieder in 37 Ortsgruppen und vier Landesverbänden aufweisen und war damit deutlich kleiner als der Frauenstimmrechts-Verband mit 9.000 Mitgliedern. Zum Verbandsorgan wurde die Zeitschrift Frau und Staat, die als Beilage zum Centralblatt des Bundes Deutscher Frauenvereine erschien.
Es gab nun drei bürgerliche Frauenstimmrechtsdachverbände (neben der Vereinigung und dem Verband noch den Deutschen Frauenstimmrechtsbund), was ein Jahr später von Minna Cauer so beschrieben wurde:

„Es ist nunmehr genügend Auswahl vorhanden, so daß jeder sein Feld sich aussuchen kann; das konservative, das gemäßigte und das demokratische. Rechnen müssen die Frauen also jetzt mit diesen drei Richtungen der bürgerlichen Frauenstimmrechtsbewegung in Deutschland.“

Die Historikerin Kerstin Wolff betonte 2018, dass die widerstreitenden Meinungen in der Stimmrechtsbewegung nicht einfach mit für und wider das Frauenwahlrecht gedeutet werden können. Vielmehr ließen sie sich mit taktischen Erwägungen und mit der Problematik erklären, dass innerhalb der sonst sich als politisch neutral verstehenden Frauenbewegung erstmals ein parteipolitisches Thema behandelt wurde.

## Versuch eines Kartells
Auf einen Vorschlag von Anita Augspurg und Lida Gustava Heymann hin vereinbarten 1914 der Deutsche Verband für Frauenstimmrecht, der Deutsche Bund für Frauenstimmrecht und die Deutsche Vereinigung für Frauenstimmrecht ein Kartell, mit dem Ziel nach außen eine „geschlossene Front“ zu zeigen. Das Kartell sollte die Zusammenarbeit bei Demonstrationen, Petitionen und die Vertretung in der International Women Suffrage Alliance erleichtern. Der gemeinsame Nenner war die Forderung nach dem Frauenwahlrecht. Details zur Ausgestaltung dieses Wahlrechts wurden nicht benannt.

## Zusammenschluss zum Deutschen Reichsverband für Frauenstimmrecht
1916 wurde das Kartell aufgegeben. Stattdessen schlossen sich der Deutsche Verband für Frauenstimmrecht und die Deutsche Vereinigung für Frauenstimmrecht unter Führung Marie Stritts zum Deutschen Reichsverband für Frauenstimmrecht zusammen. Der geschäftsführende Vorstand bestand aus Ida Dehmel, Li Fischer-Eckert und Illa Uth, die aus der Vereinigung kamen, und Rosa Kempf, Luise Koch, Alma Dzialoszynski und Emma Nägeli aus dem bisherigen Verband. § 3 des Stimmrechtsverbands in der Formulierung von 1911 wurde aufgegeben. Stattdessen vertrat der Reichsverband ein beschränktes Frauenwahlrecht. Mehrere Mitgliedsverbände des bisherigen Verbandes traten daraufhin aus. Drei davon schlossen sich dem Frauenstimmrechtsbund an. Im neuen Reichsverband hatten die Mitglieder des bisherigen Verbands zwar die Mehrheit, die Forderungen des neuen Verbands entsprachen aber eher dem der Frauenstimmrechts-Vereinigung.
Nach der Einführung des Frauenwahlrechts 1918 löste sich der Deutsche Reichsverband für Frauenstimmrecht 1919 auf.